# Estación Loncoche
Loncoche fue una estación ferroviaria ubicada en la comuna chilena de Loncoche, en la puerta sur de la Región de la Araucanía. Fue inaugurada en 1907 y además cabecera del Ramal Loncoche-Villarrica. Actualmente no presta servicios de pasajeros.

## Historia

### Siglo XX
El mandato de la construcción del ferrocarril entre Pitrufquén y Antilhue fue comandado en 1888; sin embargo debido a que la empresa encomendada no pudo desarrollar las obras, en 1899 el Estado hizo estudios para la construcción de este tramo del longitudinal Sur. Se decidió que el trabajo se realizaría entre los tramos Pitrufquén-Loncoche y Loncoche-Antilhue. Los trabajos comenzaron en ambas secciones el 10 de octubre de 1899. El 15 de marzo de 1905 se terminaron las obras del ramal, excepto un túnel. El 28 de marzo de 1906 se entrega para la explotación provisoria el tramo de ferrocarril entre Pitrufquén y Antilhue; y el ferrocarril y sus estaciones —incluyendo esta estación— se inauguran el 11 de marzo de 1907.
Ya en 1910 existieron estudios definitivos estatales —diseñados por el ingeniero Rafael Jofré— pero menos avanzados de un ferrocarril entre Loncoche y Villarrica, de 43 km de extensión y trocha métrica. En 1914 se postuló la idea de que el ramal hacia Villarrica conectase con Argentina hasta la estación Zapala. La construcción de este ramal ocurrió entre diciembre de 1928 y el 16 de abril de 1934, cuando ocurre su entrega a operaciones. En 1937 la Dirección General de Ferrocarriles había hechos los compromisos para construir un nuevo edificio de la estación, sobre todo debido al nivel de usuarios extranjeros transitando por la zona; sin embargo, hasta para 1939 no se habían desarrollado ningún tipo de obras.
El ramal tuvo operaciones continuas hasta finales de la década de 1980, y fue en 1995 cuando la Empresa de los Ferrocarriles del Estado deja de operar servicios en este ramal. En 2005 es autorizado para levantar y remover el ramal desde su punto de origen en la estación.

### Siglo XXI
Desde el 6 de diciembre de 2005, la estación fue parada del servicio Regional Victoria-Puerto Montt —inaugurado por el presidente Ricardo Lagos—, lo que significó la renovación completa del edificio estación, andenes y rieles. Sin embargo, el servicio no continuo al iniciar el primer gobierno de la presidenta Michelle Bachelet.
Desde 2016 opera en el edificio principal el «Centro Cultural Estación Loncoche», cuando EFE le entrega en comodato el edificio al municipio de la comuna.
Durante junio de 2021, en el anuncio de la nueva flota de vehículos de transporte público ferroviario y vial en la zona, se señaló como idea de extensión del Metrotren Araucanía hasta esta estación.